# Centrale nucléaire d'Angra
La centrale nucléaire d'Angra -  aussi dénommée centrale nucléaire Amiral Alvaro Alberto  - est l'unique centrale nucléaire du Brésil. Elle est située à Angra dos Reis, dans l'État de Rio de Janeiro.

## Description
La centrale est équipée de deux réacteurs à eau pressurisée : Angra I et Angra II.

### Angra I
Puissance : 640 MWe

Connecté au réseau en 1985. Angra I a été conçu par la société américaine Westinghouse, mais le contrat ne spécifiait pas de transfert de technologie. 

### Angra II
Puissance : 1 350 MWe 
Connecté au réseau le 01 février 2001. Angra II a été construit sur la base du réacteur à eau pressurisée pré-Konvoi de Siemens/Kraftwerk Union, à la suite d'un accord nucléaire entre le Brésil et l'ex-Allemagne de l'Ouest signé par le président Ernesto Geisel en 1975.

### Angra III
Puissance : 1350 Mwe (prévue), mis en service prévue pour 2025.
Réacteur en projet, commencé en 1984 sur une technologie REP de Siemens/Kraftwerk Union. Le projet a été stoppé en 1986 en raison de problèmes environnementaux et d'un manque de ressources financières. 
Le président Lula signe en juillet 2007 le redémarrage du projet après approbation par le Conseil national brésilien de la politique énergétique. 
En décembre 2008, Eletronuclear (en) signe un accord de coopération avec Areva pour la fourniture du contrôle-commande de sûreté, pompes, échangeurs thermiques et réservoirs, composants pour la ventilation et machines de chargement.
Eletronuclear déclare le 22 mai 2013 qu'il recevra des offres en juillet 2013 pour les contrats du génie civil d’Angra-3, qui sont estimés à 1,46 milliard de dollars ; les travaux sont divisés en deux contrats séparés :
- l'assemblage électromécanique lié au circuit primaire du réacteur, estimé à environ 1,31 milliard de réals (640 millions de dollars)
- les travaux du circuit secondaire, qui devraient être évalués à environ 1,67 milliard de réals (816,2 millions de dollars).

Deux consortiums de sociétés principalement brésiliennes ont été pré-qualifiés pour soumettre des offres, l'un mené par la société de construction Andrade Gutierrez (en), l'autre par le conglomérat Queiroz Galvão (pt).
Areva a annoncé le 7 novembre 2013 la signature d'un contrat de 1,25 milliard d'euros avec Eletronuclear pour terminer sa construction, qui est achevée à 50 % ; la mise en service était prévue à mi-2018,.
En juin 2015, Areva décide de réduire son activité sur le réacteur Angra-III, en raison d'un retard dans le financement du chantier.
Le 1er août 2019, le gouvernement brésilien annonce son intention de relancer le chantier d'Angra 3, arrêté depuis 2015 à suite de la révélation de fraudes et de favoritisme dans l'attribution des marchés publics liés aux travaux : un appel d'offres sera lancé à la fin de 2019 et le partenaire privé sera choisi début 2020 ; 11 entreprises sont intéressées, mais trois d'entre elles ont eu une participation plus active : le français EDF, le chinois CNNC et le russe Rosatom ; Eletronuclear table sur un démarrage de la production au deuxième semestre 2025, pour une commercialisation début 2026.
En juillet 2021, Eletronuclear annonce le résultat de l'appel d'offres pour terminer Angra 3 : un consortium brésilien composé de Ferreira Guedes, Matricial et ADtranz, dont l'offre de 56,1 millions $ était inférieure de 16 % à la valeur de référence du projet. Eletronuclear espère que la centrale pourra commencer à produire en novembre 2026. Le contrat définitif avec le consortium est signé le 15 février 2022.

## Administration du site
Le site est administré par la société Eletronuclear (en) et il emploie environ 3000 personnes dans l'État de Rio de Janeiro.

## Incidents
Cette centrale a connu des dysfonctionnements, des arrêts et des incidents, dont le plus récent s'est produit en 2001, alors que 150 litres d'eau radioactive ont été déversés dans l'océan après rupture d'un réservoir. Les mauvais résultats de la centrale d'Angra ont provoqué la mise en attente de tous les autres projets de centrales nucléaires au Brésil.